# Radicaal 125
Radicaal 125 is een van de 29 van de 214 Kangxi-radicalen dat bestaat uit zes strepen.
In het Kangxi-woordenboek zijn er 22 karakters die dit radicaal gebruiken.

## Karakters met het radicaal 125

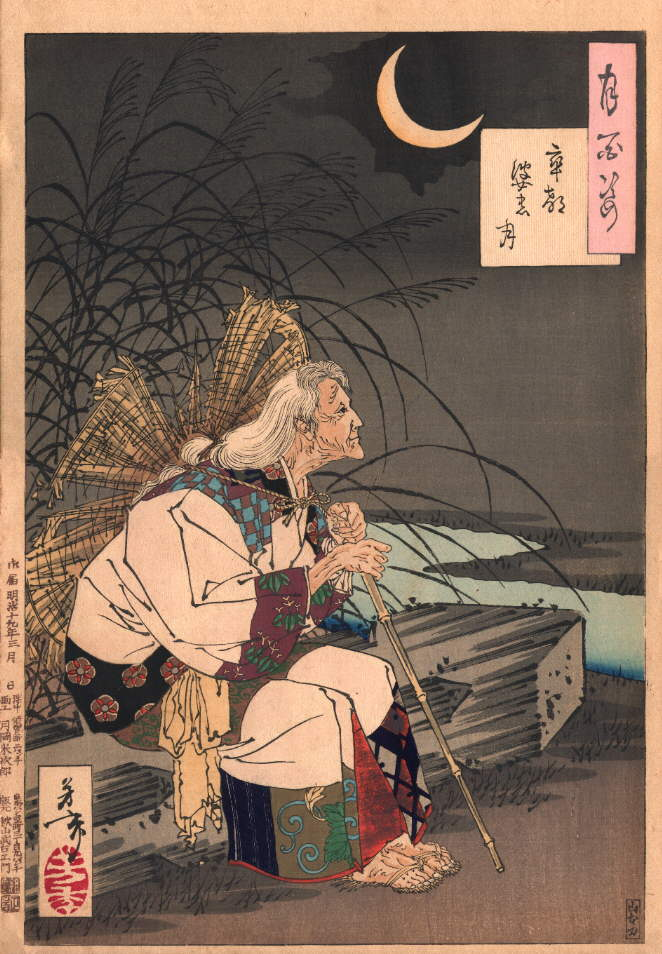
Oude Japanse vrouw

| Strepen | Karakter |
| ------- | -------- |
| + 0     | 老 耂 考 |
| + 4     | 耄 者 耆 |
| + 5     | 耇 耈 耉 |
| + 6     | 耊 耋    |

Groot zegelkarakter